# Lobatjevskijpriset
Lobatjevskijpriset, utdelat av Rysslands Vetenskapsakademi, och Lobatjevskijmedaljen, utdelad av Kazans universitet, är matematiska utmärkelser till Nikolaj Lobatjevskijs ära.
Lobatjevskijpriset instiftades 1896 av Kazanska akademin för fysik och matematik, till den ryske matematikern Nikolaj Lobatjevskijs ära. Lobatjevskij hade varit professor vid Kazans universitet och tillbringat nästan hela sitt matematiska liv där. Priset utdelades första gången år 1897.
År 1947 beslutade Sovjetunionens ministerråd att jurisdiktionen att tilldela priset skulle överföras till Sovjetunionens Vetenskapsakademi, Vidare skulle det finnas två priser vilka skulle utdelas vart femte år, dels det huvudsakliga, internationella priset som kunde delas ut till både sovjetiska och utländska vetenskapsmän, och dels ett pris i form av ett hedersomnämnande som bara sovjetiska matematiker kunde få. 1956 kom ett nytt dekret från ministerrådet, vilket sade att det bara skulle finnas ett, internationellt Lobatjevskijpris vilket skulle utdelas vart tredje år.
Efter Sovjetunionens fall 1991 blev Rysslands Vetenskapsakademi efterträdare till Sovjetunionens Vetenskapsakademi, och handhar idag tilldelningen av priset.
År 1990-1991, då man förberedde firandet av Lobatjevskijs 200-årsjubileum, kom Kazans universitet med påstötningar till den sovjetiska regeringen om att få införa en egen utmärkelse i Lobatjevskijs namn. Enligt ett dekret 1991 instiftades Lobatjevskijmedaljen, för enastående bidrag inom geometri, utdelad av Kazans universitet.

## Mottagare av Lobatjevskijpriset

### Kazanska akademin för fysik och matematik/Kazans universitet
- Sophus Lie, 1897
- Wilhelm Killing, 1900
- David Hilbert, 1903
- Ludwig Schlesinger, 1909 (utdelat 1912)
- Friedrich Schur, 1912
- Hermann Weyl, 1927
- Élie Cartan, 1937 (stora internationella priset)
- Viktor V. Wagner, 1937 (specialpris för unga sovjetiska matematiker)

1906 mottog Beppo Levi hedersomnämnande. Själva priset delades inte ut.

### Sovjetunionens Vetenskapsakademi
- Nikolai Efimov, 1951
- Aleksandr Danilovitj Aleksandrov, 1951
- Aleksej Pogorelov, 1959
- Lev Pontrjagin, 1966
- Heinz Hopf, 1969
- Pavel Alexandrov, 1972
- Boris Delaunaj, 1977
- Sergej Novikov, 1980
- Herbert Busemann, 1983
- Andrej Kolmogorov, 1986
- Friedrich Hirzebruch, 1989

### Rysslands Vetenskapsakademi
- Vladimir Arnold, 1992
- Grigorij Margulis, 1996
- Jurij Resjetnjak, 2000

## Mottagare av Lobatjevskijmedaljen

### Kazans universitet
- Aleksandr P. Norden, 1992
- Boris P. Komrakov, 1997
- Michail Gromov, 1997
- Shiing-Shen Chern, 2002